# Службы Windows SharePoint
Windows SharePoint Services, WSS — платформа для развертывания и управления содержимым от компании Microsoft. Является основой для размещения файлов и папок. Служит основой для многих продуктов Microsoft. Предоставляет базовые возможности поиска информации, систему управления содержимым, разграничение прав доступа, возможности расширения с помощью web-part. После развертывания данного приложения вы можете использовать несколько шаблонов соответствующим стандартным потребностям пользователя. С помощью данных приложений можно с легкостью создать блог, личную адресную книгу или сайт для хранения документов. Для хранения данных используются списки и библиотеки документов. Списки могут быть настроены для отображения разных типов документов и в разных представлениях в соответствии с задачами пользователя.
Это бесплатное дополнение к Microsoft Windows Server 2003 и 2008, реализующее полнофункциональную веб-платформу с поддержкой следующих возможностей:
- Система управления контентом.
- Средства для совместной работы.
- Общие календари и списки контактов.
- Уведомления (включая уведомления по электронной почте).
- Форумы для обсуждений.
- Блоги и вики-разделы.
- Управление документами за счет создания центрального репозитория для общедоступных документов.
- Взаимодействие на основе веб-технологий, совместное редактирование общедоступных документов, а также рабочие пространства для документов.
- Публикация контента, включая публикацию изменений и рабочего процесса.
- Контроль доступа и контроль версий для документов в библиотеке.
- Браузерное управление и администрирование.
- Техническая поддержка и отслеживание ошибок.
- Управление резервированием помещений и оборудования (Room and Equipment Reservations).
- Управление материальными ценностями (Physical Asset Tracking).
- Управление продажами (Sales Pipeline).
- Настраиваемые веб-страницы при помощи специальных панелей настройки, веб-инструменты (web parts), а также механизмы навигации.
- Балансировка сетевой нагрузки и поддержка веб-пространств (web farms).
- Поддержка брандмауэров и демилитаризированных зон (DMZ).

В дополнение к функциональности портала, установка WSS на сервер обеспечивает доступ к полной объектной модели и наборам API, лежащим в основе технологии Microsoft SharePoint. Сюда входит коллекция Web part, которые можно встраивать в веб-страницы для обеспечения такой функциональности SharePoint, как, например, панели настроек, возможности обработки документов, списки, уведомления, календари, списки контактов, дискуссионные форумы и страницы, вики-страницы.
WSS доступен для бесплатного скачивания с сайта Microsoft для Windows Server 2003 Service Pack 1 (или более поздние версии) и добавляется к Microsoft .NET Framework. WSS существует в вариантах только для серверных платформ Microsoft и не может использоваться на любых других ОС. Пакеты для загрузки WSS 3 включают в себя основу пакета и набор «Шаблонов приложений» (Application Templates) для добавления функциональности базовой установки.
Технологии WSS являются ядром нескольких коммерческих портальных технологий Microsoft. В частности, WSS 3 лежит в основе Microsoft Office SharePoint Server 2007 (MOSS), а WSS 2 был фреймворком для SharePoint Portal Server 2003.

## Обзор
Windows Sharepoint Services (WSS) включает в себя несколько главных компонентов:
- Лежащий в основе фреймворк, включающий в себя объектную модель, систему постоянного хранения и резервирования контента и конфигурации в базах данных SQL Server, а также контролы ASP.NET для представления контента
- Управление веб-сайтом для управления «web-пространством» (web farm), состоящим из одного или более серверов, на котором (которых) хостятся один или более веб-сайт
- Встроенные шаблоны сайтов и страниц, которые можно использовать для быстрого создания собственных сайтов и добавления страниц и библиотек в уже существующие сайты
- Управление сайтом за счет веб-контролов, позволяющих редактировать структуру веб-сайта, модифицировать схему и содержимое отдельных страниц, создавать новые рабочие пространства и списки, а также править схему существующих объектов
- Индексаторы содержимого баз данных, собирающих сведения о своем содержимом для ускорения поиска
- Набор дополнительных шаблонов сайтов и страниц, включая дополнительную логику в коде, известную как «Шаблоны приложений» (Application Templates)
- Мастер конфигурирования, помогающий сделать первоначальную настройку сайта в течение нескольких минут

SharePoint оказывает обслуживает контент за счет веб-сайтов IIS. Они могут использовать или Microsoft SQL Server или Windows Internal Database для хранения своих данных. Веб-сайты можно настраивать для возврата определённого контента для сетей Интранет, Экстранет и Интернет. В WSS подобные развертывания не имеют лицензионных ограничений, так как ПО WSS бесплатно, но лицензии необходимы для запуска коммерческих портальных продуктов Microsoft.
Несколько серверов WSS можно сконфигурировать как часть «серверного пространства» (server farm), что позволит им объединить конфигурацию и содержимое баз данных. Серверные пространства могут состоять и из одного сервера или объединять сотни и тысячи серверов. Каждый сервер в содержимом подобного пространства предназначен для сценариев балансировки нагрузки или для хранения отдельных частей контента. Данные в пространстве могут быть разделены на 9,900 «баз данных содержимого» (content databases). Репликация данных пространства управляется при помощи возможностей SQL Server по репликации и кластеризации.
SharePoint используется модель разрешений LDAP, схожую с группами пользователей в Microsoft Windows. Это реализуется через Active Directory. С другой стороны, прочие механизмы аутентификации могут быть добавлены через HTML-формы аутентификации.

## Скачивание и установка
WSS 3 может быть бесплатно скачан с сайта Microsoft и установлен на Windows 2003 Server Service Pack 1 или более поздние версии
 В мае 2008 года сайт Bamboo Solutions опубликовал руководство по установке WSS 3 на Vista. Windows Sharepoint Services 3.0 Application Templates доступен отдельно на веб-сайте Microsoft, в него входят дополнительные шаблоны.
WSS 2 все ещё можно бесплатно загрузить с сайта Microsoft и установить на Windows Server 2003 или более поздние выпуски.

Специальные замечание по установке для Windows Small Business Server (SBS) 2003 или SBS 2003 R2: Существует ошибка, возникающая при обновлении с WSS 2 до WSS 3 на этих операционных системах, которая может привести к проблемам с использованием некоторых возможностей Sharepoint. Microsoft поддерживает только одновременную установку («side by side») на SBS 2003; это означает создание нового веб-сайта Sharepoint и перенос в него всего содержимого. Ни SBS 2008 ни любые версии Windows Server подобной ошибки не имеют.

## История
Первая версия, названная SharePoint Team Services (обычно сокращается до аббревиатуры STS), была выпущена в одно время с Office XP и была доступна как часть Microsoft FrontPage. STS могла работать под Windows 2000 Server или Windows XP.
SharePoint Team Services хранит документы как обычное файловое хранилище, сохраняя метаданные документа в базе данных. Причем Windows SharePoint Services 2.0 хранит как документы, так и метаданные в БД, а также поддерживает базовый документный контроль версий для элементов в библиотеке документов. Service Pack 2 для WSS добавлял поддержку SQL Server 2005 и использование .NET Framework 2.0.
Windows SharePoint Services 3.0 было выпущено 16 ноября 2006 года как часть комплекта Microsoft Office 2007 и Windows Server 2008. WSS 3.0 был создан с использованием .NET Framework 2.0 и .NET Framework 3.0 Windows Workflow Foundation для добавления возможностей контроля последовательности выполняемых действий в базовый пакет. В начале 2007 года WSS 3.0 стало доступно для общественности. Windows 2000 Server уже не поддерживается WSS 3.0.
WSS версии 3 означает значительное «взросление» продукта. Версия 3 поддерживает больше возможностей, наиболее используемых в решениях Web 2.0, как например, блоги, вики и RSS-потоки.
Microsoft начиная с версии 4.0 изменила название на SharePoint Foundation 2010.

## Возможности
По умолчанию пакет WSS 3 обладает следующими возможностями:
- сайты и рабочие среды
- Библиотеки документов
- Работа с документами
- Совместная правка при интеграции с Microsoft Office
- Календари
- Списки контактов
- Списки задач
- Уведомления
- Дискуссионные форумы
- Блоги
- Вики
- Объявления
- Библиотеки изображений
- Библиотеки форм
- Контроль проекта (график Гантта)
- Контроль выпусков
- Списки ссылок
- Последовательности работ
- Контроль версий
- Контроль доступа
- Настройка страниц
- Страницы Web Part
- Панели инструментов
- Поиск
- Навигация по сайту
- Бэкап и восстановление
- Управление пользователями
- Единое (центральное) администрирование веб-сайта

После установки пакетов, отдельно загружаемых как Windows Sharepoint Services 3.0 Application Templates, становятся доступны следующие дополнительные возможности:
- Управление планированием отпусков и запросами на отсутствие (Absence Request and Vacation Schedule Management)
- Служба поддержки (Help Desk)
- Составление бюджета и отслеживание нескольких проектов (Budgeting and Tracking Multiple Projects)
- Отслеживание запасов (Inventory Tracking)
- База данных ошибок (Bug Database)
- Рабочая область ИТ-группы (IT Team Workspace)
- Центр обработки (Call Center)
- Управление заявками на должности и собеседованием (Job Requisition and Interview Management)
- Управление запросами на изменение (Change Request Management)
- База знаний (Knowledge Base)
- Узел поддержки процесса определения соответствия (Compliance Process Support Site)
- Отдел абонемента в библиотеке (Lending Library)
- Управление контактами (Contacts Management)
- Отслеживание и управление физическими активами (Physical Asset Tracking and Management)
- Библиотека документов и редактирование (Document Library and Review)
- Рабочая область отслеживания проектов (Project Tracking Workspace)
- Планирование мероприятия (Event Planning)
- Резервирование оборудования и помещений (Room and Equipment Reservations)
- Возмещение и утверждение расходов (Expense Reimbursement and Approval Site)
- Канал зацепок для продаж (Sales Lead Pipeline)
- Совет директоров (Board of Directors)
- Планирование обучения сотрудников и материалы (Employee Training Scheduling and Materials)
- Отчеты об эффективности деятельности (Business Performance Rating)
- Исследование акций (Equity Research)
- Управление делами для правительственных органов (Case Management for Government Agencies)
- Объединённое отслеживание компаний маркетинга (Integrated Marketing Campaign Tracking)
- Управление учебным классом (Classroom Management)
- Управление производственным процессом (Manufacturing Process Management)
- Инициирование и управление клиническим исследованием (Clinical Trial Initiation and Management)
- Открытие нового хранилища (New Store Opening)
- Узел конкурентного анализа (Competitive Analysis Site)
- Планирование потребностей в продуктах и маркетинге (Product and Marketing Requirements Planning)
- База данных обсуждений (Discussion Database)
- Запрос предложения (Request for Proposal)
- Управление спорными счетами-фактурами (Disputed Invoice Management)
- Спортивная лига (Sports League)
- Узел мероприятий сотрудников (Employee Activities Site)
- Узел рабочей группы (Team Work Site)
- Пособия веб-сотрудников (Employee Self-Service Benefits)
- Управление карточками табельного учёта (Timecard Management)

## Технические подробности

### Использование веб-частей ASP.NET внутри Sharepoint
Страница SharePoint строится путём объединения веб-частей (web parts) в единую страницу, доступ к которой можно получить через браузер. Любой веб-редактор с поддержкой ASP.NET вполне может быть применен для данной цели, хотя использование Microsoft Office SharePoint Designer предпочтительнее. Степень настройки страницы зависит от её дизайна.
WSS-страницы являются ASP.NET-приложениями, а веб-части (web parts) SharePoint используют инфраструктуру веб-частей ASP.NET, и при использовании наборов API ASP.NET веб-части могут быть переписаны для расширения функциональности WSS. Говоря терминами программирования, WSS предоставляет API и объектную модель для программного создания и управления порталами, рабочими пространствами и пользователями. В противоположность этому, MOSS API больше привязан к автоматизации выполнения задач и интеграции с другими приложениями. Как WSS так и MOSS могут использовать API веб-частей для улучшения функциональности конечного пользователя. Кроме того, библиотеки документов WSS могут быть открыты через связи ADO.NET для программного доступа к файлам и их версиям.

### Как веб-запросы обрабатываются в WSS 3
На уровне веб-сервера WSS настраивает IIS на пересылку всех запросов, невзирая на типы файлов и контента, сессии ASP.NET, обрабатываемой веб-приложением WSS, которое или выполняет окончательную проверку конечного файла, доступного в БД, или выполняет другие действия. В отличие от обычных приложений ASP.NET, файл .aspx содержащий код приложения WSS (и MOSS), помещается в БД SQL Server вместо файловой системы. Таким образом, обычное выполнение ASP.NET не может обработать файл. Вместо этого WSS подключает специальный компонент Virtual Path Provider в процесс обработки ASP.NET, который выбирает файлы .aspx из БД для обработки. Благодаря этой возможности, представленной в WSS 3.0, приложение WSS, также как и данные, им генерируемые и управляемые, могут хранится в базе данных.

### Иерархия объектов содержимого
Так как WSS главным образом используется для создания html-ориентированных файлов в виде .aspx файлов будет логичным рассматривать иерархию объектов WSS начиная с этого типа объекта. WSS представляет единые веб-страницы с объектом SPWeb.
Класс SPWeb — часть пространства имен Microsoft SharePoint в сборке microsoft.sharepoint.dll. Эта dll находится в папке GAC. Свойство Web класса SPContext возвращает объект SPWeb текущего веб-сайта. Таким образом нижеследующий C#-код присваивает WebValue для SPWeb:
- SPWeb WebValue = SPContext.Current.Web;

Модель содержимого SharePoint допускает создание объектов SPWeb выше и ниже (по иерархии) других объектов SPWeb. Перечислить подсайты из данной сущности SPWeb можно при помощи метода Webs.
Набор объектов SPWeb может объединяться в одном объекте SPSite. SPSite представляет собой объект Site Collection в SharePoint. SPSite будет иметь объект SPContentDatabase в качестве родительского. Это представляет БД SQL Server, которая хранит содержимое веб-приложения. Родителем класса будет объект SPWebApplication. БД представлена объектом SPContentDatabase, хранящим содержимое объекта SPWebApplication. SPWebApplication наследует от класса SPWebService.
Нижеследующий код на C# поместит ContentDatabases в ContentDatabaseCollection
- public SPContentDatabaseCollection ContentDatabases { get; }

Ниже объекта SPWeb находится SPWebList. SPWebList представляет список объектов SharePoint. Понимание списка — ключ к пониманию того, как SharePoint управляет информацией. По сути, все, что управялется SharePoint будет представлено в виде списков на некотором уровне. WSS 3.0 придает особое значение спискам из страниц как таковых.
Например, Быстрый Запуск (Quick Launch) для сайта Windows SharePoint Services (типа STS) представляет собой иерархию сайтов, подсайтов, а также списков (включая списки списков), вместо страниц как таковых. Если добавляете страницу к подобному сайту, то новая страница появится в Быстром Запуске как новый элемент в списке доступных документов, а не как дочерний узел домашней страницы или другой страницы
SPList объединяет различные элементы SPListItem. Каждый SPListItem будет иметь набор SPFields. SPFields — самый низкий объект в иерархии.

### Усовершествованная Вики, доступная для загрузки
WSS 3.0 вики предусматривает RSS-экспорт контента и при просмотре через Internet Explorer обеспечивает поддержку WYSIWYG-редактора. Как и в случае с MediaWiki, создаются гиперссылки с двойными квадратными скобками, и так же как и для MediaWiki (при включении соответствующей опции) используется HTML для разметки. Улучшенное вики доступно для SharePoint на сайте Codeplex, причем бесплатно для скачивания и установки. Сервис ограничивает загрузку 50 мегабайтами, также запрещены некоторые специальные символы, например &,? .. .

## Продукты использующие WSS
- Microsoft Office SharePoint Server
- Microsoft Project Server
- Team Foundation Server
- IST SharePoint Portal

## Дополнительные источники
- Описания шаблонов приложения (рус.)